# Francisco de Oliveira Vidal
Francisco de Oliveira Vidal (Rio Pomba, 28 de abril de 1964) é um bispo católico romano brasileiro e bispo da Diocese de Alagoinhas.

## Vida
Francisco de Oliveira Vidal estudou filosofia no Seminário do Nordeste do Estado de Minas Gerais em Teófilo Otoni e de 1984 a 1987 teologia na Pontifícia Universidade Católica de Minas Gerais. Em 1º de maio de 1988 recebeu o Sacramento da Ordem pela Diocese de Governador Valadares.
Após sua ordenação, trabalhou na pastoral paroquial. De 2001 a 2002 estudou em Roma na Pontifícia Academia Alfonsiana e obteve a licenciatura em teologia moral . Em sua diocese de origem, trabalhou como coordenador da pastoral familiar, reitor do seminário filosófico e coordenador da formação dos diáconos. Foi membro do Conselho de Presbíteros, do Colégio de Consultores e do Conselho de Administração da diocese. Também ensinou no seminário diocesano, foi capelão na catedral e coordenador diocesano da pastoral. A partir de 2020 foi Regens do Seminário Diocesano e Diretor do Instituto Teológico Dom Hermínio Malzone Hugo .
Em 27 de setembro de 2022, o Papa Francisco o nomeou Bispo de Alagoinhas. Foi ordenado Bispo em 19 de novembro de 2022 por Antônio Carlos Félix, Bispo de Governador Valadares e co-ordenado por Dario Campos, O.F.M., Arcebispo de Vitória e Emanuel Messias de Oliveira, Bispo de Caratinga.
Tomou posse em  17 de dezembro de 2022 na Catedral de Alagoinhas em cerimônia presidida por Dom Sérgio da Rocha, Cardeal e Primaz do Brasil.